# Bourbon Izabella asztúriai hercegnő
Izabella (közismert becenevén La Chata, teljes születési nevén spanyolul: María Isabel Francisca de Asís Cristina Francisca de Paula Dominga; Madrid, Spanyol Birodalom, 1851. december 20. – Párizs, Francia Köztársaság, 1931. április 22.), Bourbon-házból származó spanyol infánsnő, Asztúria hercegnője, II. Izabella spanyol királynő és Ferenc de Asís király legidősebb leánya, aki a spanyol trón várományosa volt 1851 és 1857, valamint 1874 és 1880 között. Férje, Kajetán, Girgenti grófja (II. Ferdinánd nápoly–szicíliai király fia), mindössze három évvel a házasságuk megkötését követően, 1868-ban öngyilkosságot követett el, főbe lőtte magát. Izabella többé nem ment férjhez és nem születtek gyermeki.
Izabella infánsnő a spanyol királyi udvar kiemelkedő alakja volt testvére, XII. Alfonz spanyol király uralkodása, valamint unokaöccse, XIII. Alfonz király kiskorúsága idején. Élete nagy részében ő volt a spanyol királyi család legnépszerűbb tagja. A monarchia bukását követően visszautasította az új államapparátus felajánlását, hogy a köztársaságban maradjon. Franciaországi száműzetésbe vonult, ám nem sokkal érkezését követően, 1931-ben, hetvenkilenc évesen elhunyt. Nyughelye ma a La Granja de San Ildefonsó-i királyi palotában található.

## Ifjúkora

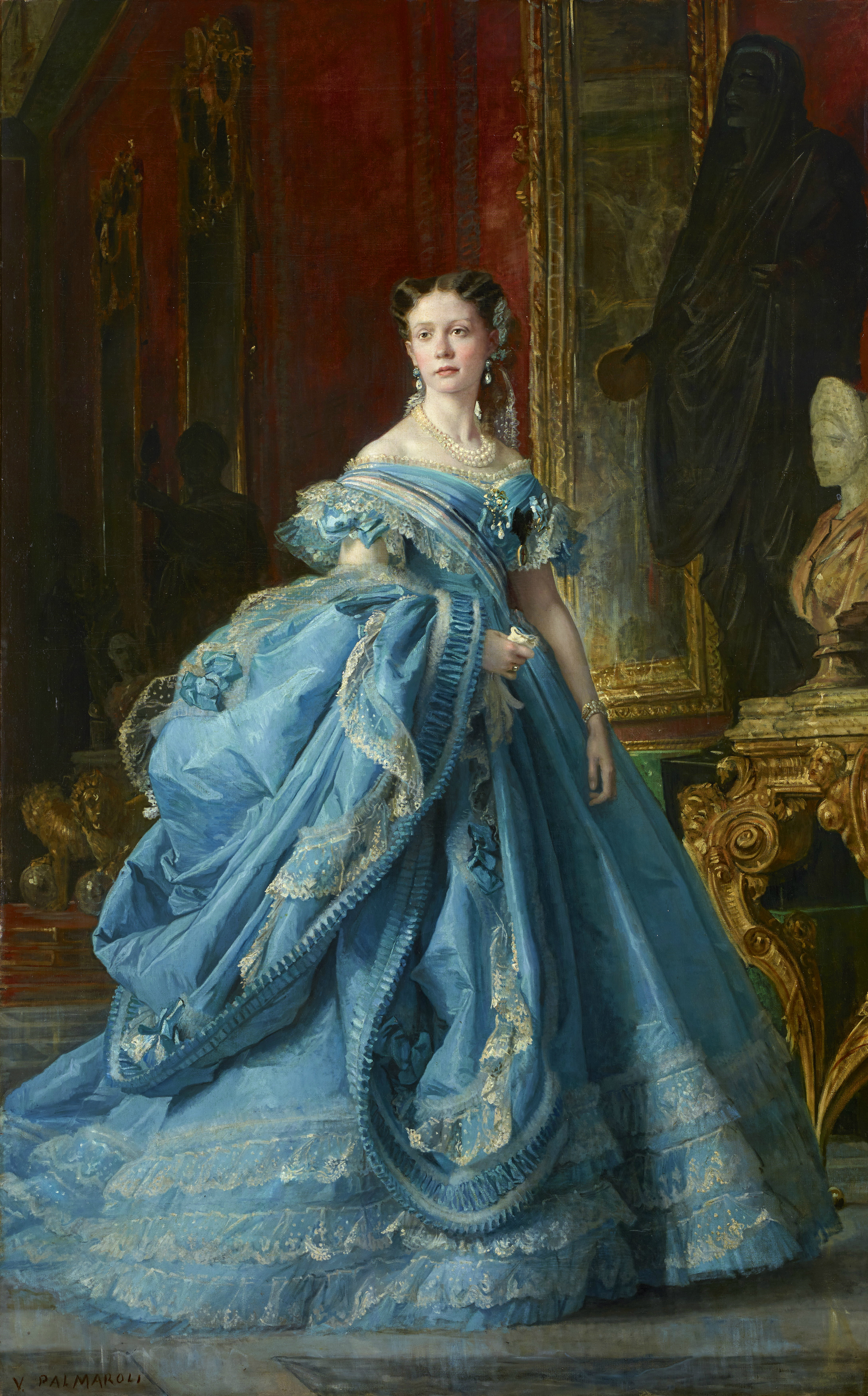
Az ifjú Izabella Vicente Palmaroli spanyol festő portréján (Madridi királyi palota, 1866.)

Izabella a madridi királyi palotában született 1851. december 20-án, II. Izabella spanyol királynő és Ferenc de Asís király második gyermekeként. Születését izgatottan várták, mivel édesanyja korábban, 1850-ben egy fiúgyermeknek adott életet, aki pár órával születését követően elhunyt. A karlista felkelések idején Izabellát egyből elismerték anyja feltételezett örököseként, így az Asztúria hercegnője címet is elnyerte, mint a Spanyol Birodalom várományosa. Keresztelőjére születése másnapján került sor, amikor is megkapta a María Isabel Francisca de Asís nevet.
Szülei házassága boldogtalan volt. II. Izabella királynő tizenhat éves korában ment hozzá Ferenc de Asís, Cádiz hercegéhez, aki mind apai, mind anyai ágról az első-unokatestvére volt. A királynő, homoszexuális férje iránti ellenszenvéből adódóan házasságuk alatt számos szeretőt tartott. A történészek és életrajzírók Izabella hercegnő valódi apaságát José Ruiz de Arana y Saavedra hercegnek, egy fiatal spanyol arisztokrata és katonatisztnek tulajdonítják. Izabella királynő és Baena hercegének kapcsolata 1851 és 1856 között tartott. Ferenc de Asís király vonakodva ugyan, de elismerte Izabellát leányaként, ahogyan azt a későbbiekben is tette minden gyermekével, amelyet II. Izabella szült zavaros házasságuk alatt.
Hat év különbség volt Izabella hercegnő és következő túlélő testvére, a leendő XII. Alfonz király között. Három további felnőttkort megért leánytestvére született: Mária del Pilar 1861-ben, Mária de la Paz egy évvel később, továbbá Eulália 1864-ben. Izabella elvesztette asztúriai hercegnői címét Alfonz 1857-es születésével, helyette az infánsnői rangot kapta meg. Testvéreitől külön nevelkedett, ám a családban ő részesült a legjobb oktatásban. Ferenc de Asís király és gyermekei közötti kapcsolat hideg és formális volt. II. Izabella királynőt zavaros uralkodása foglalkoztatta, magánéletében azonban a gyermekei iránti nagy szeretet jellemezte.

## Fordítás
- Ez a szócikk részben vagy egészben  az   Infanta Isabel, Countess of Girgenti című angol Wikipédia-szócikk fordításán alapul.  Az eredeti cikk szerkesztőit annak laptörténete sorolja fel. Ez a jelzés csupán a megfogalmazás eredetét és a szerzői jogokat jelzi, nem szolgál a cikkben szereplő információk forrásmegjelöléseként.

| Izabella infánsnő Bourbon-ház Született: 1851. december 20. Elhunyt: 1931. április 22. |                                 |                                          |
|                                                                                        |                                 |                                          |
| Előző Savoyai Emánuel Filibert                                                         | Asztúria hercegnője 1874 – 1880 | Következő Mária de las Mercedes infánsnő |
| Előző Izabella                                                                         | Asztúria hercegnője 1851 – 1857 | Következő Alfonz                         |